# 症例シリーズ
医学において症例シリーズ（しょうれいシリーズ、英: Case series, Clinical series）とは、特定の治療を受けた等の既知の暴露を受けた対象者を追跡観察する、暴露と転帰について過去の医療記録を調査する等の医学研究の一種である。症例シリーズには、ある期間に著者に知らされた全ての症例が含まれる場合と選択された症例のみが含まれる場合とがあり、前者は連続症例シリーズ（英: consecutive case series）、後者は連続対照症例シリーズ（英: non-consecutive case series）と呼ばれる。症例シリーズ以外の呼び名としては、症例集積研究、ケースシリーズなど。症例シリーズは倫理委員会（institutional review board; IRB）への提出・審査は必ずしも必要とならないが、投稿先の雑誌・学会によっては必要としていることもある。原因検索を目的として、複数症例のデータをまとめて集計・解析するのであれば、観察研究と見なされ、倫理委員会による審査が必要となる。症例シリーズの情報には通常、患者に関する人口統計学的情報、例えば年齢、性別、民族などが含まれる。
症例シリーズは記述的研究デザインである。分析的研究デザイン（コホート研究、症例対照研究、無作為化比較試験など）とは異なり、症例シリーズはそれ自体、原因と結果の関係の探索を目的とする仮説検定を伴わない。（但し、遺伝疫学ではある曝露と遺伝子型との関連を調べるために症例のみの分析が行われることがある。）
ある疾患および/または関連性が疑われる曝露を受けた一連の患者について報告する研究では、特定の集団（病院や診療所など）から患者を選出するので、一般的な集団を適切に代表していない可能性がある（選択バイアス）。症例シリーズ研究の内的妥当性は、通常は非常に低い。例えば、プラセボ効果、ホーソン効果、ローゼンタール効果、時間効果、診療効果、自然経過などの介在効果によるものである可能性がある。このような介在効果の影響は、同等の環境にある2群の差を比較に用いることで相殺できる。則ち、症例シリーズではなく2群を比較することによってのみ、真の治療効果を推定可能である。